# Завод суперфосфату у Вестфілді
Завод суперфосфату у Вестфілді — колишнє підприємство хімічної промисловості на Північному острові Нової Зеландії, що було в індустріальній зоні в перемісті Окленду.
Завод ввела в дію у 1887 році компанія Kempthorne Prosser, яка до того вже запустила на південному острові перший в історії Нової Зеландії майданчик з виробництва суперфосфату в Бернсайді.
Станом на кінець 1940-х потужність заводу становила 100 тисяч тонн, при цьому фактично в 1947/1948 фінансовому році вироблено 78 тисяч тонн суперфосфату.
Технологія випуску суперфосфату передбачає обробку фосфоритів сульфатною кислотою, яку в Новій Зеландії традиційно отримували через спалювання сірки. У 1957-му на заводі у Вестфілді виникла велика пожежа, що повністю знищила склад з 1500 тонн сріки. 
Хоча після пожежі майданчик відновили та частково модернізували, проте вже у 1966-му його зупинили, а в 1970-х роках споруди заводу демонтували.